# Grabovac (Velika Kladuša, BiH)
Grabovac je naseljeno mjesto u općini Velika Kladuša, Federacija Bosne i Hercegovine, BiH.

## Stanovništvo

### 1991.
Nacionalni sastav stanovništva 1991. godine, bio je sljedeći:
ukupno: 686
- Muslimani - 671
- Srbi - 14
- Jugoslaveni - 1

### 2013.
Nacionalni sastav stanovništva 2013. godine, bio je sljedeći:
ukupno: 618
- Bošnjaci - 549
- Hrvati - 4
- ostali, neopredijeljeni i nepoznato - 65

## Vanjske poveznice
- Satelitska snimka  Arhivirana inačica izvorne stranice od 18. veljače 2021. (Wayback Machine)